# Alpi Arrochar
Le Alpi Arrochar sono un gruppo di montagne situate intorno alla testa del Loch Long, Loch Fyne e Loch Goil, vicino ai villaggi di Arrochar e Lochgoilhead, sulla penisola di Cowal nella provincia di Argyll e Bute, in Scozia. Le montagne sono particolarmente apprezzate dagli escursionisti, grazie alla loro vicinanza e accessibilità da Glasgow. Sono in gran parte all'interno del Loch Lomond e The Trossachs National Park e in parte si estendono anche nell'Argyll Forest Park. Le glen, che entrano nel cuore della catena, includono: Glen Croe, Hell's Glen e Glen Kinglass.

## Elenco
L'elenco seguente include Munro, Munro Top, Corbett, Corbett Top e Graham.
- Munro: 
  - Beinn Ìme, 1011 m
  - Beinn Bhuidhe, 948 m
  - Ben Vorlich, 943 m
  - Beinn Narnain, 926 m
  - Ben Vane, 915 m
- Top Munro: 
  - Ben Vorlich (North Top), 931 m
- Corbett: 
  - Beinn an Lochain, 901 m
  - Cobbler (Ben Arthur) 884m
  - Beinn Luibhean, 857mm
  - Ben Donich, 847mm
  - Binnein an Fhidhleir, 817mm
  - The Brack, 787mm
  - Beinn Bheula, 779mm
  - Cnoc Coinnich, 763mm
- Top Corbett: 
  - Cobbler (North Peak), 870mm
  - Cobbler (South Top), 858mm
  - A 'Chrois, 848 m
  - Beinn Chorranach, 848 m
  - Little Hills, 808 m
  - The Brack (ovest), 787 m
  - Ben Vorlich (cima sud), 780 m
  - Beinn Dubh, 773 m
- Graham: 
  - Stob an Eas, 732 m
  - Beinn Lochain, 703 m
  - Stob na Boine Druim-fhinn, 658 m
  - Creag Tharsuinn, 643 m
  - Cruach nam Mult, 611 m
- Altre montagne 
  - Mullach Coire a 'Chuir, 639 m
  - Cruach nan Capull, 565 m
  - Cruach Tairbeirt, 415 m
  - Beinn Reithe, 618 m
  - The Saddle (Lochgoilhead), 521 m
  - Clach Bheinn (Lochgoilhead), 437 m
  - Tom Molach, 370 m
  - Carn Glas, 502 m
  - Tom nan Gamhna, 389 m
  - The Steeple (Lochgoilhead), 390 m
  - Cruach nam Miseag, 606 m

## Aree
- Tarbet (Eastern Gateway accanto a Ardlui e Arrochar)
- Arrochar (porta orientale accanto a Ardlui e Tarbet
- Ardgartan
- Rest and be thankful
- Butterbridge
- Cairano
- Ardno
- St Catherines
- Strachur (South Western Gateway)
- Lochgoilhead (Cuore della catena montuosa situata sulla catena meridionale delle montagne di Glen Croe
- Carrick Castle
- Ardlui (porta settentrionale e orientale nei pressi di Arrochar e Tarbet)

## Laghi
- Loch Goil (nel cuore della catena)
- Loch Restil
- Loch Long
- Loch Lomond
- Loch Sloy
- Loch Fyne

## Glen
- Glenbranter (Parly)
- Hell's Glen
- Glen Kinglas
- Glen Croe
- Glen Loin
- Tarbet
- Glen Falloch
- Glen Fyne

## Parchi
- Parco nazionale Loch Lomond e Trossachs
- Parco forestale di Argyll
- Cowal
- Penisola Ardgoil